# Serrat del Pont
El Serrat del Pont és una serra situada al municipi de Navars, a la comarca catalana del Bages, amb una elevació màxima de 598 metres.